# Hoya quisumbingii
Hoya quisumbingii är en oleanderväxtart som beskrevs av D. Kloppenburg. Hoya quisumbingii ingår i släktet Hoya och familjen oleanderväxter. Inga underarter finns listade i Catalogue of Life.